# John Charles Fields
John Charles Fields FRS, (Hamilton, Ontario, 14 de maig de 1863 - Toronto, Ontario, 9 d'agost de 1932) va ser un matemàtic canadenc que va crear les bases per instituir el premi conegut com la Medalla Fields, atorgada a l'exercici extraordinari en ciències matemàtiques. Lliurada per primera vegada el 1936, la Unió Matemàtica Internacional s'encarrega de concedir-la des de 1950 a entre 2 i 4 matemàtics menors de 40 anys, cada 4 anys, al Congrés Internacional de Matemàtiques.

## Biografia
Es va graduar de l'Hamilton Collegiate Institute el 1880, i més tard, el 1884, de la Universitat de Toronto, moment en el qual es va traslladar als Estats Units per continuar els seus estudis a la Universitat Johns Hopkins, a Baltimore, Maryland. El 1886, la seva tesi titulada "Solucions Simbòliques Finites i Solucions per Integrals Definides de l'Equació {\displaystyle {\frac {d^{n}y}{dx^{n}}}=x^{m}y}", va ser publicada a l'American Journal of Mathematics. Va rebre el seu doctorat el 1887.
Es va quedar com a professor a la Universitat Johns Hopkins durant dos anys, després d'aquest període va anar a Meadville, Pennsilvània, on va ingressar com a membre de la facultat de l'Allegheny College. Desil·lusionat per l'estat de la investigació matemàtica de l'època als Estats Units, el 1881 va viatjar a Europa, romanent principalment a Berlín, Göttingen i París, on va conèixer i treball amb alguns matemàtics de renom d'aquell temps, com ara Karl Weierstrass, Felix Klein, Ferdinand Georg Frobenius i Max Planck. A més a més, va conèixer a Gösta Mittag-Leffler, amb qui matendría una forta amistat. En aquest moment, va començar a publicar articles sobre un tema nou, funcions algebraiques, que demostraria amb el temps ser el camp d'investigació més fructífer de la seva carrera.
Fields va tornar al Canadà el 1902, per treballar a la Universitat de Toronto. De retorn a la seva terra natal, es va dedicar a elevar el nivell de les matemàtiques en cercles tant acadèmics com a públics. Va pressionar al govern d'Ontario i va obtenir un subsidi de 75.000 dòlars anuals, amb el qual va ajudar a crear el Consell Nacional Canadenc per a la Investigació, i la Fundació per a la Investigació d'Ontario.
El 1907, va ser elegit membre de la Royal Society del Canadà, i el 1913 de la Royal Society de Londres. A més a més, va ser president del Royal Canadian Institute de 1919 a 1925, temps en el qual va tractar de portar l'organització a ser un centre líder en la investigació. Els seus esforços van portar al fet que Toronto es convertís a seu del Congrés Matemàtic Internacional el 1924.
Charles Fields és conegut més que per les seves investigacions, per ser el personatge darrere de la creació del que és considerat com a premi Nobel de matemàtiques, la Medalla Fields. Va tenir la idea del premi a finals de la dècada dels anys vint, però per problemes de salut, mai ho va veure acomplert. Després d'estar 3 mesos malalt, va morir als 69 anys, deixant en el seu testament 47.000 dòlars per al fons de la Medalla Fields.